# Municipalité de Mosman
La municipalité de Mosman (en anglais : Mosman Council) est une zone d'administration locale située dans l'agglomération de Sydney, dans l'État de Nouvelle-Galles du Sud, en Australie.

## Géographie
Elle s'étend sur 9 km2 autour de la localité de Mosman, au nord-est de la baie de Sydney. Elle regroupe les quartiers de Balmoral, Beauty Point, Clifton Gardens, Georges Heights, Spit Junction et The Spit.

## Démographie
| Année | Population |
| ----- | ---------- |
| 2011  | 27 453     |
| 2016  | 28 475     |
| 2021  | 28 329     |

## Histoire
En 1867, Mosman est un ward de la municipalité de St Leonards puis de Sydney-Nord en 1890. À la suite d'une pétition de ses habitants, Mosman en est séparé et devient le borough de Mosman le 11 avril 1893. Mosman devient une municipalité en 1906 puis un conseil en 1993.
En 2016, le gouvernement de la Nouvelle-Galles du Sud propose de fusionner Mosman avec les zones d'administration locale voisines de Sydney-Nord et Willoughby mais face aux oppositions le projet est abandonné l'année suivante.

## Politique et administration
La ville est administrée par un conseil de sept membres, dont le maire, élus pour quatre ans. À la suite des élections du 4 décembre 2021, le conseil est formé de quatre élus de Serving Mosman, deux indépendants et un divers.

### Liste des maires
| Période        | Période  | Identité         | Étiquette      | Qualité |
| -------------- | -------- | ---------------- | -------------- | ------- |
| septembre 2017 | en cours | Carolyn Corrigan | Serving Mosman |         |

La municipalité est rattachée à la circonscription de Warringah pour les élections fédérales et à celle de North Shore pour les élections à l'Assemblée législative de Nouvelle-Galles du Sud.